# Los Dynamite
Los Dynamite est un groupe de rock indépendant mexicain, originaire de Mexico. La plupart de leurs morceaux sont écrits en anglais,. 

## Biographie
Le groupe se compose de Diego Solorzano (chant, guitare), Miguel Angel Bribiesca (basse) et Eduardo Pacheco (batterie) et anciennement de Felipe Botello (guitare).
Ils se rencontrent au INHUMYC (un lycée situé dans le district de Tlalpan, à Mexico) et commencent à jouer ensemble, aidés par Paco Huidobro. Le groupe se popularise au passage de la publicité pour la compagnie de téléphone Telcel, qui fait usage de sa chanson, TV, à l'été 2005,. Ils s'inspirent de The Velvet Underground, The Clash, Pixies, New Order, Joy Division, Depeche Mode, Interpol et The Strokes. Ils mêlent techno et punk rock.
Ils ont ouvert en concert pour Interpol et joué à des festivals comme Creamfields. Ils ont partagé la scène avec The Secret Machines, Bloc Party, The Kills, The Stills, Dirty Pretty Things, Incubus, The Juan Mclean, et The Faint.
Leurs morceaux TV et Katatonic se classent dans les charts des radios alternatives mexicaines comme Reactor 105.7 et Ibero 90.9 dans la catégorie de meilleurs singles de l'année ; l'édition mexicaine du magazine Rolling Stone les considères comme l'un des groupes plus prometteurs. Ils sortent leur premier album, Greatest Hits (chez Noiselabs, produit par Paco Huidobro) en 2006, avec les morceaux : TV, Frenzy, Pleasure, Smile, Ready Ready, Hold On, I'm 32, No me sueltes, 24, Satatonic, Visions avec leur première vidéo Ready Ready, réalisée par Pablo Dávila.

## Discographie

### Album studio
- 2007 : Greatest Hits